# Alex Reyes
Alexander Reyes (né le 29 août 1994 à Elizabeth, New Jersey, États-Unis) est un lanceur droitier des Cardinals de Saint-Louis de la Ligue majeure de baseball.

## Carrière
Alex Reyes naît et grandit aux États-Unis mais quitte en décembre 2011, à l'âge de 17 ans, pour emménager avec sa grand-mère en République dominicaine. Puisque ses parents n'ont pas les moyens financiers d'envoyer l'adolescent à des essais, la stratégie est que de jouer en République dominicaine, où les clubs du baseball majeur emploient beaucoup de dépisteurs de talent, lui donnera une meilleure chance d'être remarqué que s'il restait aux États-Unis en espérant être choisi au repêchage amateur. 
Remarqué en République dominiciane, Reyes signe son premier contrat professionnel avec les Cardinals de Saint-Louis de la Ligue majeure de baseball en décembre 2012 et il perçoit une prime à la signature de 950 000 dollars US. Il commence sa carrière professionnelle avec des clubs affiliés aux Cardinals en 2013, et il est lanceur partant en ligues mineures.
Au début de 2015, Reyes apparaît pour la première fois sur le classement annuel des 100 meilleurs joueurs d'avenir dressé par Baseball America. Il est alors en 51e position du top 100, mais bondit en 7e place au début de 2016, puis au 4e rang au début de 2017. Ces deux dernières années,, la même publication considère Reyes le meilleur prospect appartenant aux Cardinals. Dans les ligues mineures, le jeune joueur est suspendu deux fois pour avoir contrevenu au règlement concernant l'usage de drogues, recevant notamment en novembre 2015 une suspension de 50 matchs ; les deux sanctions suivent des tests de dépistage ayant révélé l'usage de drogues récréatives (la marijuana est interdite dans les ligues mineures) et non des substances liées au dopage sportif.
Il participe au match des étoiles du futur pour l'équipe « Monde » en 2015, où il est lanceur partant, puis en 2016.
Alex Reyes fait ses débuts dans le baseball majeur comme lanceur de relève des Cardinals de Saint-Louis le 9 août 2016 face aux Reds de Cincinnati. Dans le dernier droit de la saison 2016, il effectue 12 présences pour les Cardinals, dont 5 comme lanceur partant, et maintient une excellente moyenne de points mérités de 1,57 en 46 manches lancées, au cours desquelles il réussit 52 retraits sur des prises. Il remporte 4 victoires contre une défaite.
Les débuts prometteurs avec Saint-Louis sont cependant suivis d'une mauvaise nouvelle : en février 2017, Reyes subit une opération Tommy John au coude droit, qui le met hors du jeu jusqu'en 2018.